# SxS

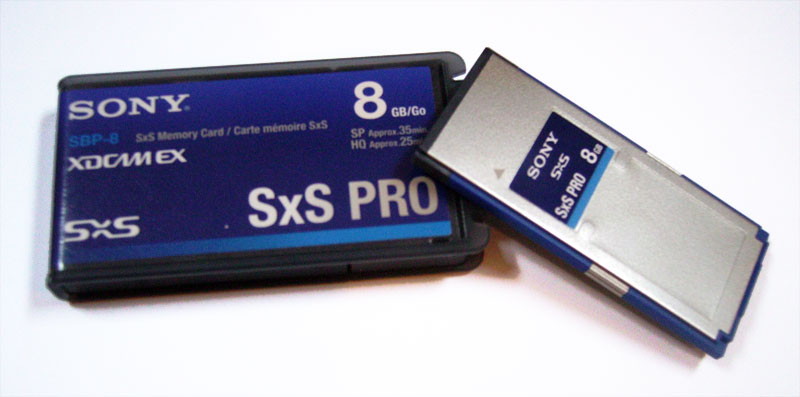
XDCAM EX와 함께 사용할 수 있는 Sony 8GB SxS 메모리 카드 SBP-8

SxS(S-by-S)는 소니와 샌디스크가 개발한 익스프레스카드 표준을 준수하는 플래시 메모리 표준이다. 샌디스크와 소니에 따르면, 이 카드는 익스프레스카드의 PCI 익스프레스 인터페이스를 통해 800Mbit/s의 전송 속도와 최대 2.5Gbit/s의 버스트 전송 속도를 제공한다. 소니는 이 카드를 자사의 XDCAM EX 전문가용 비디오 카메라 제품군의 저장 매체로 사용한다.

## 호환성
이 카드는 많은 노트북에서 제공되는 익스프레스카드 슬롯에 직접 삽입할 수 있다. 단, 윈도우 및 맥 OS X에서만 작동하며, 소니 장치 드라이버가 설치된 경우에만 작동한다. 실험용 리눅스 드라이버도 제공된다.
이 카드의 유일한 범용 연결 장치는 소니 SBAC-US10과 소니 SBAC-US20이다. 이 외장 USB 어댑터를 사용하면 모든 시스템에서 외장 USB 하드 드라이브로 인식된다. 소니SBAC-US20은 USB 3.0 인터페이스를 사용하며, 제안 소매 가격은 350달러이다.